# Телеоцераси
Телеоцерасите (Teleoceras) са изчезнал род тревопасни носорози, които са живели в Северна Америка през цялата епоха миоцен и в началото на плиоцен.
Телеоцерасът е имал по-къси крака, отколкото съвременните носорози, а структурата му наподобявала по-скоро тази на хипопотам, отколкото на съвременен носорог. Той е бил доста тежък с маса около 1000 kg. На височина е бил около 1,5 метра, а 4 – на дължина. Подобно на хипопотамите, той вероятно е прекарвал много време във водата. Телеоцерасът е имал един малък носов рог.
Телеоцерасът е от най-разпространените изкопаеми в находището Ашфол в Небраска. Повечето от скелетите са почти напълно запазени. Един изключителен образец включва останки от малко на телеоцерас, което се опитва да суче от майка си.